# 慕容友
慕容友（?—?），昌黎棘城（今辽宁省义县西北）人，西燕宗室，封武乡公。慕容友是慕容永的弟弟。
393年十一月，慕容垂调动中山七万步骑兵，派镇西将军、丹杨王慕容瓒，龙骧将军张崇等从井陉出发，在晋阳对西燕武乡公慕容友发起攻击；西燕皇帝慕容永派遣他的尚书令刁云、车骑将军慕容钟统领大军五万据守潞川。